# Centro de Ciências Jurídicas da Universidade Federal de Santa Catarina
O Centro de Ciências Jurídicas (CCJ) é um dos onze centros de ensino da Universidade Federal de Santa Catarina. Está situado no Campus Universitário João David Ferreira Lima, na Trindade, em Florianópolis. É considerado o sucessor e a continuação da Faculdade de Direito de Santa Catarina, criada em 11 de fevereiro de 1932 a partir do Instituto Politécnico de Florianópolis, por iniciativa do então desembargador José Arthur Boiteux. Esta faculdade foi a primeira de Santa Catarina.
O centro possui um único curso de graduação - Direito - porém, diferente de outros centros que oferecem uma única graduação, o CCJ oferece um curso diurno e outro noturno. Atualmente sua diretora é a Prof.ª Dra. Carolina Medeiros Bahia.

## História
A história do CCJ se confunde com a da própria UFSC, tendo sua origem em 1932, com a fundação da Faculdade de Direito de Santa Catarina. Porém, sua história vem de antes ainda, do Instituto Politécnico de Florianópolis.

### Origem da Faculdade de Direito
O Instituto Politécnico de Florianópolis foi a primeira instituição de ensino superior de Santa Catarina. Sua fundação data de 13 de março de 1917, sob a liderança de José Arthur Boiteux. Ele funcionava na Avenida Hercílio Luz, 47 (atualmente número 532), hoje a sede da Academia de Comércio de Santa Catarina. Durante sua existência ofereceu diversos cursos, dentre eles, os de Odontologia, Farmácia, Engenharia (Geologia),Veterinária, Botânica, Agrimensura e Topografia. Era submetido à fiscalização federal e estadual.
Na reunião da Congregação do Instituto Politécnico realizada no dia 21 de dezembro de 1931, o desembargador e professor José Arthur Boiteux apresentou proposta de criação de uma Faculdade de Direito. Aprovada a proposição, foi constituída uma Comissão Especial, da qual participavam o autor da proposta, o desembargador Américo Silveira Nunes e o professor Henrique da Silva Fontes. Em 2 de fevereiro de 1932, foram distribuídos convites aos 37 bacharéis em direito que moravam em Florianópolis.

### Fundação da Faculdade
Na quinta feira, 11 de fevereiro de 1932, na sala de reuniões da Congregação do Instituto Politécnico, reuniram-se os pioneiros do ensino jurídico no Estado de Santa Catarina: Américo da Silveira Nunes, José Arthur Boiteux, Heráclito Carneiro Ribeiro, Henrique da Silva Fontes, Sálvio de Sá Gonzaga, Urbano Muller Salles, Euclides de Queiroz Mesquita, Othon da Gama Lobo d'Eça, Zulmiro Soncini, Heitor Salomé Pereira, Edmundo Acácio Soares Moreira, Affonso Guilhermino Wanderley Júnior, Adalberto Belisário Ramos, Alfredo Von Trompowsky, e Nery Kurtz, ainda aderiram à ideia, Érico Ennes Torres, Francisco Tavares da Cunha Mello Sobrinho, Gil Costa, Cid Campos, Henrique Rupp Júnior, João Bayer Filho, Nereu de Oliveira Ramos, Antônio Bottini, Fulvio Coriolano Aducci e Pedro de Moura Ferro. Estes 25 homens são considerados os fundadores da Faculdade de Direito de Santa Catarina.
Na mesma sessão de fundação foi definida que a faculdade não seria ligada ao Instituto Politécnico e foi escolhida a Diretoria Provisória, tendo na presidência José Arthur Boiteux e como secretários Edmundo Acácio Soares Moreira e Heitor Salomé Pereira.
Em 22 de março de 1932, foram aprovados os Estatutos e eleita a primeira Diretoria da Faculdade recém criada, com mandato para o biênio 1932/34, sendo o diretor o Professor Francisco Tavares da Cunha Mello Sobrinho, o vice-diretor  Professor Henrique da Silva Fontes, o secretário Professor José Arthur Boiteux e o tesoureiro o Professor Cid Campos. Também foi eleito o Conselho Técnico Administrativo, integrado pelos professores Pedro de Moura Ferro, Affonso Guilhermino Walderley Júnior, Fúlvio Coriolano Aducci, Alfredo Von Trompowsky e Urbano Muller Salles.
Esta primeira Diretoria sofreu dois revezes. O primeiro, foi o pedido de renúncia do Presidente, Professor Francisco Tavares da Cunha Mello Sobrinho, em 17 de junho de 1933 dirigido ao seu vice-diretor. O segundo foi a morte de José Boiteux em 9 de janeiro de 1934. A faculdade foi salva pelo trabalho dedicado do Professor Henrique da Silva Fontes, que seria no futuro um dos fundadores da UFSC.
A Faculdade de Direito de Santa Catarina ao ser fundada assumiu a condição de pessoa jurídica de direito privado (sociedade civil), na conformidade da legislação então vigente. Os estatutos foram inscritos no Cartório do Registro Civil de Pessoas Jurídicas da Comarca de Florianópolis no livro n. 5, a fls, 8 e 9, em data de 15 de abril de 1932. O Decreto Lei (Estadual) n. 452, de 3 de janeiro de 1934 declarava a Instituição de Utilidade Pública. A Lei n. 19 , de 30 de novembro de 1935, assinada pelo Governador e Professor Nereu Ramos, incluiu a Faculdade entre os estabelecimentos pertencentes ao Estado de Santa Catarina, passando a pessoa jurídica de direito público.

### O primeiro vestibular e o início das aulas
Em 11 de abril de 1932 foi realizado o primeiro exame vestibular para ingresso na nova Faculdade e foram considerados habilitados vinte e três candidatos, cuja nominata é a seguinte: Aldo Guilhon Gonzaga, Altamiro Lobo Guimarães, Aristeu Rui de Gouvêa Schiefler, Ari Pereira e Oliveira, Carlos Büchele, Carlos Francisco Sada, Decio Goressen de Oliveira, Emmanuel da Silva Fontes, Francisco Sales dos Reis, Gervásio Nunes Pires, Gentil João Barbato, João de Souza Júnior, José Boabaid, Juvêncio Fraga, Leonardo de Campos, Luiz de Souza, Mário Mafra, Mário Tavares da Cunha Mello, Maurício Moreira da Costa Lima, Nicolau Glavan de Oliveira, Oslyn de Souza Costa, Osny da Gama Lobo D’Eça, Sady de Castro e Wilmar Orlando Dias. Estes foram os primeiros alunos de Direito no Estado de Santa Catarina.
Na terça-feira, dia 3 de maio de 1932, às 19 horas, na primeira sede da Faculdade localizada na Rua Felipe Schmidt, foram iniciadas as aulas. Coube aos professores Pedro de Moura Ferro e Henrique da Silva Fontes proferirem as primeiras lições, respectivamente sobre Introdução à Ciência do Direito e Economia Política e Ciências das Finanças.
No local, por doação do fundador Othon da Gama Lobo d'Eça, foi colocada uma grande placa, abrangendo as sacadas do espaço alugado, com a denominação da Faculdade de Direito de Santa Catarina. A verve humorística e maledicente do povo ilhéu passou a confundir a placa da Faculdade como se fosse da Alfaiataria do Didico, fazendo alusão a um alfaiate estabelecido na cidade. A alcunha ao invés de ser considerada demeritória se constitui num marco característico da Faculdade de Direito.
Em 1937, a Faculdade é equiparada aos estabelecimentos federais de ensino pelo decreto federal n. 2.098.

A Constituição Federal do Estado Novo (10 de novembro de 1937) proibiu a acumulação de cargos públicos (art. 159) atingindo a Escola Catarinense, pois a maioria dos professores exercia outro cargo público, o que provocaria a possível paralisação da Faculdade. A solução salvadora da Faculdade veio através do Decreto Estadual n. 120, de 9 de junho de 1938 transformando-a em pessoa jurídica de direito privado. Depois, o Governo Federal pelo Decreto n. 509, de 22 de junho de 1938 concedeu à Faculdade o benefício de inspeção prévia, o que tacitamente correspondia ao reconhecimento da Instituição. Em 7 de janeiro de 1946, pelo Decreto n. 20.334, foi estabelecida a fiscalização permanente, era o reconhecimento definitivo.

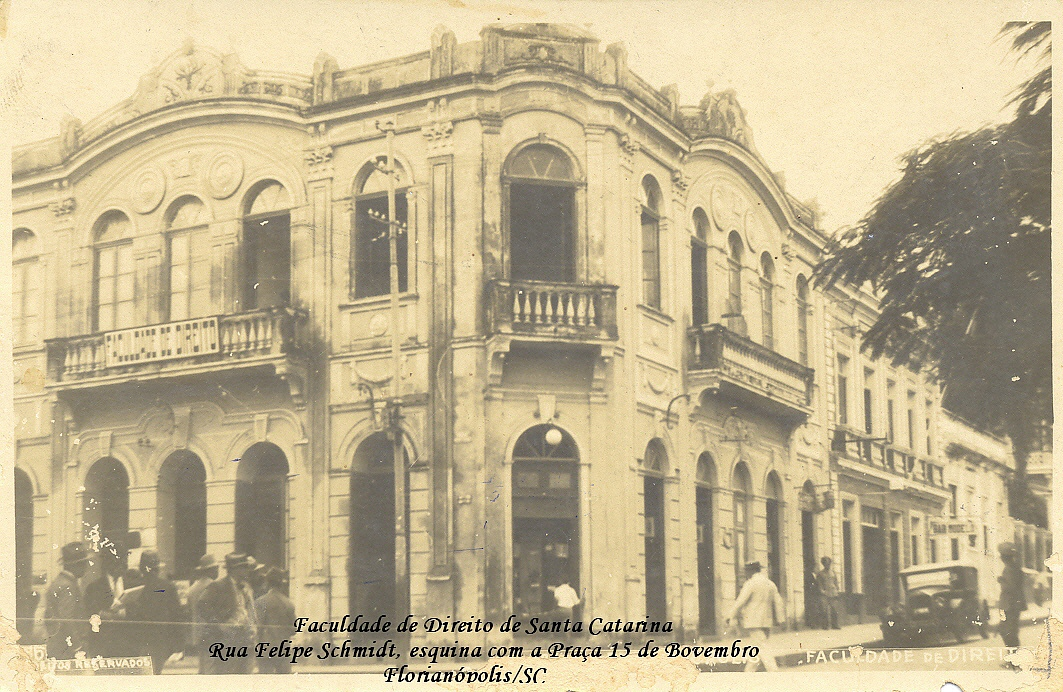
O primeiro prédio da Faculdade de Direito, na Rua Felipe Schmidt.

### O prédio da faculdade
Nasceu a Faculdade no Instituto Politécnico de Florianópolis. A diretoria Provisória, em 16 de fevereiro alugou e instalou a Faculdade no pavimento superior do prédio (n. 2) situado à rua Felipe Schmidt em frente a Praça XV de Novembro, no Centro de Florianópolis.
Em 1934 o Governo do Estado adquiriu para a Faculdade o prédio n. 11 da rua Esteves Júnior, O imóvel pertencia ao Capitão João Pedro de Oliveira Carvalho, que o vendeu por sessenta contos de réis, evitando o leilão do mesmo que estava avaliado em setenta contos de réis.
Em 1936 o prédio foi ampliado, construindo-se o Gabinete Médico-Legal e mais duas salas de aula. A melhoria contou com recursos financeiros do Estado.
Em 1948 e 1952 outras ampliações foram realizadas no prédio com subsídios do Governo do Estado.

### Federalização e mudança para o campus da UFSC
A Lei Federal n. 3.038, de 19 de dezembro de 1956, concedia a federalização à Faculdade, o que atribuía ao Tesouro Nacional o encargo de arcar com a sua folha de pagamento de pessoal, desonerando assim o Estado de Santa Catarina de participar de soluções financeiras necessárias à sobrevivência da Instituição. A luta de muitos anos saia vitoriosa. O próximo passo seria a criação da Universidade Federal de Santa Catarina. O Professor João David Ferreira Lima, Diretor da Faculdade de Direito de Santa Catarina foi o grande combatente desta empreitada cívica em prol do ensino em terras catarinenses. 
Em 18 de dezembro de 1 960, a Lei n. 3.849, federalizava a Universidade do Rio Grande do Norte (art. 1º) e criava a Universidade Federal de Santa Catarina (art. 2º). A Universidade Catarinense incorporava a Faculdade de Direito, de Medicina, de Farmácia, de Odontologia, de Filosofia, de Ciências Econômicas, de Engenharia Industrial e de Serviço Social (como agregada), existentes na Capital do Estado. O Decreto n. 50.580, de 12 de maio de 1961, aprovou o Estatuto da Universidade Federal de Santa Catarina e sua implantação ocorreu em 12 de março de 1962.
A Faculdade de Direito continuou funcionando no mesmo prédio da rua Esteves Júnior n. 11, no Centro. A Faculdade de Direito permanece até a Reforma Universitária promovida pelo Regime Militar, com o decreto n. 64.824, de 1969, onde foi incorporada ao Centro Sócio-Econômico (CSE). Em 1980 ocorre a mudança do curso de direito para a Cidade Universitária na Trindade, onde passa a ocupar espaço junto aos demais cursos do Centro Sócio Econômico (Administração, Ciências Econômicas e Contábeis), também recém-chegados ao local. O imóvel da rua Esteves Júnior é vendido pela Universidade Federal de Santa Catarina para o Estado e atualmente abriga a Escola Básica Henrique Stodieck, em homenagem ao professor de Direito do Trabalho da velha Faculdade de Direito.

### Centro de Ciências Jurídicas
Em 23 de abril de 1986, com a assinatura da Portaria n. 261 pelo Ministro da Educação e Cultura foi aprovada alteração no Estatuto da Universidade acrescentando ao artigo 8º o item XI, criando o Centro de Ciências Jurídicas, pelo desmembramento do Curso de Direito (Graduação e Pós Graduação) do Centro Socioeconômico.
A criação do Centro de Ciências Jurídicas foi o resultado de movimento nacional iniciado no Encontro de Faculdades de Direito, realizado em 1983 e no qual foi elaborado um documento intitulado a “Carta de Fortaleza", que propugnava pela desvinculação dos Cursos de Direito de outras áreas de ensino.
Em 10 de agosto de 1984, o Conselho Departamental do Centro Sócio Econômico aprovou, por unanimidade, a criação do Centro de Ciências jurídicas e a seguir o Conselho Universitário da Universidade, também, se pronunciou favoravelmente, acolhendo parecer elaborado pelo Professor Osvaldo Ferreira de Melo.
Criado o Centro foi designado para seu Diretor o Professor Hélio Barreto dos Santos, que exercia as funções de Vice Diretor do Centro Sócio Econômico, mas perdurava a convivência com o CSE, pois eram dois Centros ocupando o mesmo espaço físico. A construção do Bloco E do conjunto arquitetônico do Centro Socioeconômico permitiu através de protocolo firmado entre os dois Centros, decorrente de conversações mantidas por comissões especialmente constituídas, a destinação da obra nova ao Centro de Ciências Jurídicas. As novas instalações, totalizando aproximadamente 2.200 metros quadrados, abrigam as salas de aulas destinadas à graduação e pós graduação, o Laboratório de Informática Jurídica (1º e 2º pisos), os serviços administrativos da Direção, dos Cursos de Pós Graduação e de Graduação, dos Departamentos de Ensino e salas para Professores. Em 1996, a estrutura física do Centro de Ciências Jurídicas foi realocada no Bloco E.
Em 2005, houve a inauguração do Bloco F, que passa a abriga o Escritório Modelo de Assessoria Jurídica (EMAJ), a Biblioteca Setorial Prof. Osni de Medeiros Régis, a diretoria do Centro de Ciências Jurídicas, o Auditório e as salas de aula e a coordenação do curso de pós-graduação.

## Representação Estudantil
O Centro Acadêmico XI de Fevereiro – CAXIF – foi fundado no dia dois de setembro de 1932, isto é, seis meses após a criação da Faculdade de Direito de Santa Catarina. Seu nome homenageia à data da fundação da Faculdade. É considerado o centro acadêmico mais antigo da UFSC e de Santa Catarina e um dos mais conhecidos da universidade, organizando eventos importantes como a Semana Jurídica e os debates da UFSC com candidatos a prefeito de Florianópolis e governador de Santa Catarina junto com o DCE. Sua atual gestão é a Florescer.

## Cursos

### Graduação em direito
O curso de Direito da UFSC é a continuidade do curso da Faculdade de Direito de Santa Catarina, sendo o primeiro curso de Direito do Estado, fundado em Florianópolis em 1932. Desde 1960 faz parte dos cursos da UFSC. É o único curso da UFSC onde os alunos podem optar, ainda no vestibular, se fazem o curso no período diurno ou noturno. Ambos estão entre sempre entre os dez mais concorridos no vestibular. Os alunos de graduação podem desenvolver atividades de pesquisa em um Programa de Educação Tutorial (PET, antigo Programa Especial de Treinamento) ou ainda participar de pesquisas coordenadas pelos professores do departamento. Possui duração de 10 fases.
Graças a um convênio entre a UFSC e o Tribunal de Justiça de Santa Catarina, os estudantes contam, desde 1993, com um fórum instalado na própria universidade. Inicialmente o fórum atendia apenas as ações iniciadas no Escritório Modelo de Assistência Jurídica (EMAJ), mas hoje o Fórum Regional do Norte da Ilha é um empreendimento pioneiro no atendimento judiciário descentralizado (Juizados Especiais). Tem capacidade para quatro varas, auditório para 200 pessoas e está estruturado para realização de júris reais.

### Pós-graduação em direito
O curso de pós-graduação em direito, em nível de mestrado, com áreas de concentração em Instituições Jurídico Políticas e Relações Internacionais foi criado pela Portaria n. 116, de 29 de junho de 1973, iniciando suas atividades em 1º de outubro do mesmo ano. O Professor Acácio Garibaldi S. Thiago foi seu primeiro coordenador e funcionou inicialmente no prédio ocupado pelo Centro Sócio Econômico à rua Almirante Alvim.
Em 1978, o Conselho Federal de Educação pronunciou-se favorável ao credenciamento pelo prazo de 5 anos. Em 1984, o mesmo Conselho recredenciou o Curso, acrescentando-lhe a área de concentração em Filosofia e Teoria do Direito.
Mantém o curso intercâmbio, através de convênios, com Instituições de destaque na Itália, Espanha, EUA, Argentina e França. O Doutorado iniciado em 1988 abrange as áreas de concentração em Direito do Estado e Filosofia do Direito e da Política. Anualmente mais de uma centena de candidatos de todo o Brasil procura matrícula nos cursos de Mestrado e Doutorado em Direito, o que revela o elevado nível dos estudos praticados.
Alunos egressos ilustres
O tradicional curso de graduação em direito da Universidade Federal de Santa Catarina conta com brilhantes alunos egressos, os quais destacaram-se em inúmeras áreas, seja na política, seja no ambiente jurídico, assumindo postos no Tribunal de Justiça de Santa Catarina, no Tribunal Regional do Trabalho da 12ª Região, no Governo do Estado de Santa Catarina, bem como em Tribunais Superiores. Destacam-se:
- Ministro do Superior Tribunal de Justiça, Hélio Mosimann, formado em Direito.
- Ministro do Superior Tribunal de Justiça, Paulo Gallotti, formado em Direito.
- Ministro do Superior Tribunal de Justiça, Jorge Mussi, formado em Direito.
- Ministro do Tribunal Superior do Trabalho, Alexandre Luiz Ramos, formado em Direito[3].
- Governador de Santa Catarina, Esperidião Amin, formado em Direito.
- Governador de Santa Catarina, Luiz Henrique da Silveira, formado em Direito.
- Governador de Santa Catarina, Ivo Silveira, formado em Direito[4].
- Governador de Santa Catarina, Paulo Afonso Vieira, formado em Direito.[5]
- Ministro do Trabalho e Emprego, Manoel Dias, formado em Direito.
- Prefeito de Biguaçu, Lauro Locks, formado em Direito.
- Prefeito de Florianópolis, Gean Loureiro, formado em Direito.
- Prefeito de Florianópolis, Antônio Henrique Bulcão Viana, formado em Direito.
- Prefeito de Florianópolis, Osmar Cunha, formado em Direito.